# Mary Graustein
Mary Graustein (née le 12 avril 1884 à Westminster, Massachusetts ; et morte le 18 juillet 1972 à Gardner, Massachusetts) est une mathématicienne américaine, professeure d'université.

## Biographie
Née Mary Florence Curtis, aînée de cinq enfants, Mary Graustein fréquente le lycée de Fitchburg dans le Massachusetts de 1899 à 1902. En 1902, elle commence ses études au Wellesley College, où elle est Wellesley Honors Scholar de 1904 à 1906 et obtient son baccalauréat en 1906. Elle a enseigne ensuite l'allemand, l'algèbre et la géométrie à la Leominster High School de Westminster pendant deux ans, et voyage en Europe  en été 1907. De 1908 à 1910, elle enseigne également l'allemand et les sciences naturelles à la Cushing Academy d'Ashburnham (Massachusetts). Durant le semestre d'été 1909 elle  étudie la botanique et la pédagogie à l'université Cornell. Pendant trois semestres et jusqu'en 1911, elle étudie les mathématiques et les sciences naturelles à l'université de Leipzig en Allemagne. Elle devient ensuite enseignante en mathématiques au Wellesley College. De 1911 à 1914, elle est formatrice et entame en 1913 en parallèle des études de mathématiques  au Radcliffe College. Elle y obtient sa maîtrise en 1915 et un doctorat en 1917 avec la thèse : Curves invariant under point transformations of special type. Charles Leonard Bouton, professeur extraordinaire  et Julian Coolidge, professeur assistant, signent le rapport de soutenance en tant que professeurs examinateurs. De 1917 à 1918, elle enseigne au collège pour femmes de l'université Case Western Reserve à Cleveland. De 1918 à 1920, elle est enseignante puis, jusqu'en 1921, professeure assistante au Wellesley College. Pendant l'été 1920, elle retourne à Leipzig et en 1921, elle épouse William Caspar Graustein, un mathématicien qui avait obtenu son doctorat en Allemagne. Après leur mariage, elle est en congé pendant deux ans avant de retourner au Wellesley College en tant que professeure assistante de 1923 à 1929. De 1926 à 1941, elle et Rachel Blodgett Adams sont tutrices au Radcliffe College ; elle séjourne en Europe avec son mari de 1928 à 1929 et de 1937 à 1938. Après la mort de son mari en 1941, elle reprend l'enseignement à plein temps au Connecticut College et, jusqu'en 1942, au Hunter College . De 1942 à 1944, elle est professeure assistante  au Oberlin College. En 1944, elle commence à enseigner au l'université Tufts en tant que professeure assistante ; elle est promue professeure titulaire en 1950 et y travaille jusqu'à sa retraite en 1955.

## Associations
- Société mathématique américaine
- Phi beta kappa
- Sigma Xi

## Publications (sélection)
- 1918 : « The existence of the functions of the elliptic cylinder », Ann. of Math. 2e série, vol. 20,‎ 1918, p. 23–34.
- 1918 :  « On the rectifiability of a twisted cubic », Bull. Amer. Math. Soc., vol. 25,‎ 1918, p. 87–88.
- 1920 :  « On the rectifiability of a twisted cubic », Bull. Amer. Math. Soc., vol. 26,‎ 1920, p. 275–277.
- 1921 :   « On skew parabolas », Bull. Amer. Math. Soc., vol. 26,‎ 1921, p. 437–438.
- 1922 : « Curves invariant under point-transformations of special type », Trans. Amer. Math. Soc., vol. 23,‎ 1922, p. 151–172 — Sa thèse de doctorat.